# Filet à plancton

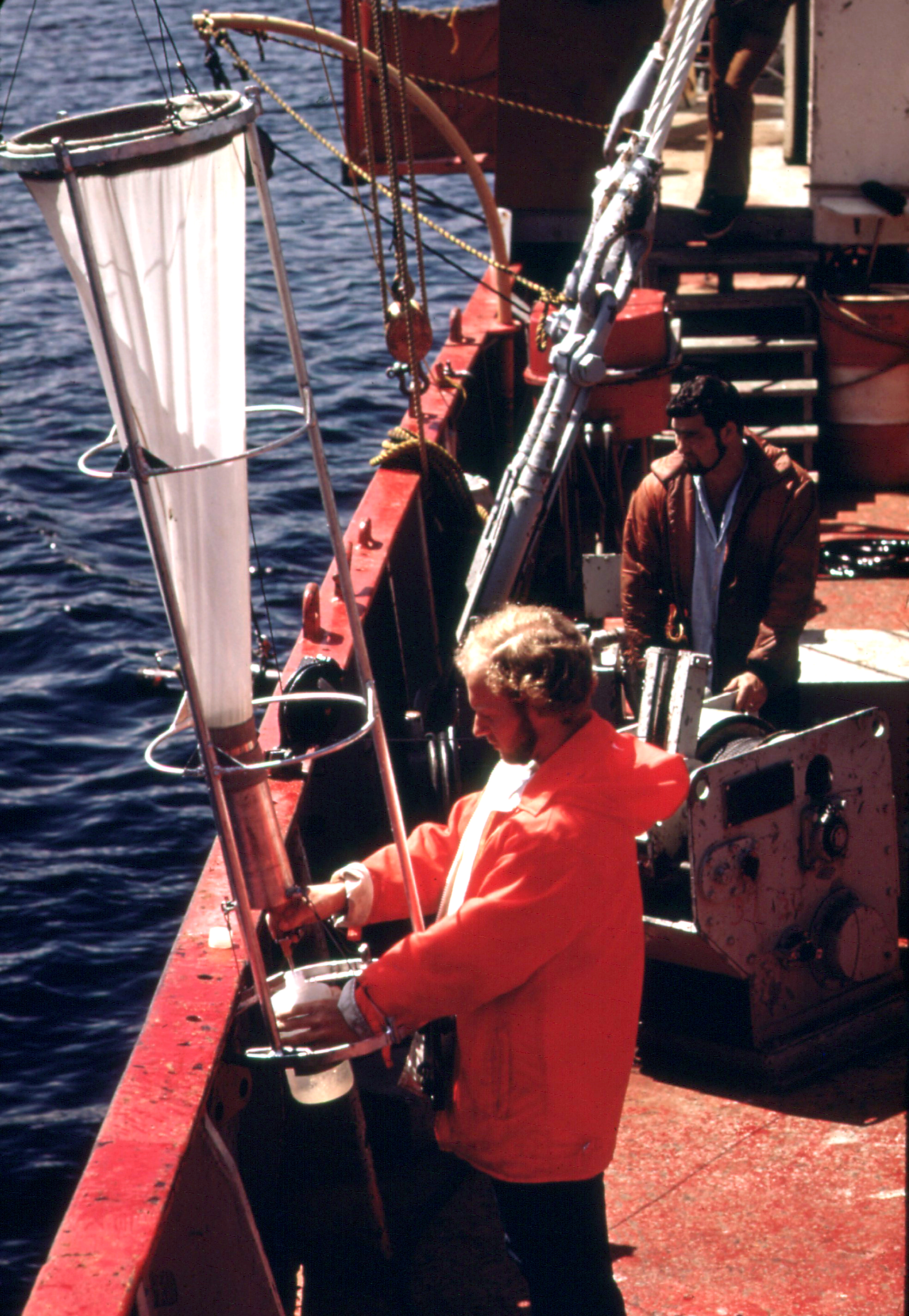
Un chercheur remontant un filet à plancton.

Un filet à plancton est un filet destiné à récolter du plancton. Il est caractérisé par des mailles de l'ordre de la centaine de micromètres.

## Historique
John Vaughan Thompson met au point un filet à plancton lors de son voyage de retour des Mascareignes vers le Royaume-Uni en 1816. Impressionné par la bioluminescence marine des petits crustacés qu'il nommera plus tard Sapphirina, il se sentit « de grandes obligations envers ce magnifique petit animal, qui par son apparence splendide dans l'eau m'a incité à commencer l'utilisation d'un verveux en mousseline, qui, lorsqu'il n'a pas réussi à me procurer un spécimen, a soulevé une telle profusion d'autres animaux marins tout à fait invisibles en mer, qu'il a incité à continuer à l'utiliser à chaque occasion favorable ». Il publie ses recherches dans une série de six mémoires de 1828 à 1834.
La deuxième utilisation enregistrée d'un filet à plancton a été par Charles Darwin le 10 janvier 1832, lors du voyage d'étude du Beagle. Son journal comprenait un croquis du filet, qui semble avoir été basé sur un chalut décrit par John Coldstream (en) dans une lettre à Darwin. Il est possible que l'idée de Thompson ait été signalée plus tôt à l'attention de Darwin par Robert Edmond Grant à Édimbourg. Darwin décrit cet « artifice » comme « un sac de quatre pieds (1,22 m) de profondeur, attaché à [un] arc semi-circulaire par des lignes et qui est maintenu debout et traîné derrière le navire ». Le lendemain, il remarqua que « le nombre d'animaux que le filet recueille est très grand et explique pleinement la manière dont tant d'animaux de grande taille vivent si loin de la terre. Beaucoup de ces créatures, si bas dans l'échelle de la nature, sont des plus exquis dans leurs formes et leurs riches couleurs. Cela crée un sentiment d'émerveillement que tant de beauté soit apparemment créée pour si peu de but ».

## Usage
Le filet à plancton est considéré comme l'une des méthodes d'échantillonnage de plancton les plus anciennes, les plus simples et les moins coûteuses. Différents filets, de différentes tailles, peuvent être utilisés, que ce soit pour un échantillonnage vertical ou horizontal. Cela peut varier en fonction de l'étude menée. Les filets modernes sont en général composés de nylon.
Une méthode courante pour collecter un échantillon de plancton consiste à remorquer le filet horizontalement à l'aide d'un bateau à faible vitesse. Avant de collecter le plancton, le filet doit être rincé avec un échantillon d'eau. L'utilisateur doit s'assurer que l'extrémité du filet est complètement fermé en tournant la vanne en position verticale. Ensuite, le filet à plancton est abaissé horizontalement à la surface de l'eau sur le côté du bateau se déplaçant lentement. L'échantillonnage est effectué pendant 1,5 minute. Après ce temps, l'échantillon de plancton est recueilli dans une bouteille en ouvrant l'extrémité du filet en tournant la valve horizontalement.
Lorsque l'échantillon est prélevé, il peut être analysé à l'aide d'un microscope pour identifier le type de zooplancton ou de phytoplancton, ou un comptage cellulaire peut être entrepris pour déterminer la densité de cellules planctoniques de la source d'eau.